# Тукунука
Тукунука — большой метеоритный кратер (астроблема), расположенный в юго-западной части Квинсленда, Австралия. Расположен глубоко под землей в мезозойских осадочных породах бассейна Эроманга и его не видно на поверхности.
Кратер обнаружен с помощью сейсмических данных, собранных во время разведки нефти. Первое сообщение об обнаружении кратера опубликовано в 1989 году. В качестве доказательства импактного происхождения приводилось обнаружение ударного кварца в керне. Оценки диаметра кратера дают диапазон от 55 км до 66 км. Столкновение произошло во время осаждения меловой формации, возраст которой, по разным оценкам, находится между 123—133 миллионами лет или 115—112 млн лет. Тукунука связан с несколькими небольшими нефтяными месторождениями.
Сейсмические данные показывают аналогичную соседнюю структуру того же возраста, которую называют Тейландилли (англ. Talundilly). Хотя вполне вероятно, что Тукунука и Тейландилли являются двойным кратером, однако доказать, что последний тоже имеет импактное происхождение, невозможно без бурения.